# Minuartie hybride
Minuartia hybrida
Espèce
Classification phylogénétique
La Minuartie hybride ou Alsine à feuilles étroites (Minuartia hybrida ou Sabulina tenuifolia), est une plante herbacée appartenant au genre Minuartia.